# 18 av. J.-C.
Cette page concerne l'année 18 av. J.-C. du calendrier julien.

## Événements
- Le royaume de Baegje (Paekche) est établi en Corée. Il installe sa capitale dans la région de Séoul sous le nom de Wiryeseong (慰禮城)[1].

- Renouvellement pour cinq ans de l’imperium d’Auguste et d’Agrippa[2].
- Loi Juliae sur le mariage et l'adultère à Rome[3]. Auguste tente de lutter contre la dénatalité développée par la pratique du célibat et la multiplication des unions sans enfants, qui sévit surtout dans les ordres privilégiés.
- L’effectif du Sénat romain, qui au cours des guerres civiles avait atteint mille membres, est limité à 600 membres après l’élimination d’éléments considérés comme indésirables par l’empereur[2].